# John-Paul Duarte
John-Paul Duarte (Gibilterra, 13 dicembre 1986) è un ex calciatore gibilterriano, di ruolo attaccante.

## Carriera

### Nazionale
Ha esordito nella nazionale gibilterriana il 1º marzo 2014 contro le Fær Øer.

## Palmarès

### Club

#### Competizioni nazionali
- Gibraltar Premier Division: 9

Lincoln: 2006, 2007, 2008, 2009, 2010, 2011, 2012, 2012-2013, 2013-2014
- Rock Cup: 7

Lincoln: 2006, 2007, 2008, 2009, 2010, 2011, 2013-2014
- Pepe Reyes Cup: 6

Lincoln: 2007, 2008, 2009, 2010, 2011, 2013

## Statistiche

### Cronologia presenze e reti in Nazionale
| Cronologia completa delle presenze e delle reti in nazionale ― Gibilterra | Cronologia completa delle presenze e delle reti in nazionale ― Gibilterra | Cronologia completa delle presenze e delle reti in nazionale ― Gibilterra | Cronologia completa delle presenze e delle reti in nazionale ― Gibilterra | Cronologia completa delle presenze e delle reti in nazionale ― Gibilterra | Cronologia completa delle presenze e delle reti in nazionale ― Gibilterra | Cronologia completa delle presenze e delle reti in nazionale ― Gibilterra | Cronologia completa delle presenze e delle reti in nazionale ― Gibilterra |
| Data                                                                      | Città                                                                     | In casa                                                                   | Risultato                                                                 | Ospiti                                                                    | Competizione                                                              | Reti                                                                      | Note                                                                      |
| ------------------------------------------------------------------------- | ------------------------------------------------------------------------- | ------------------------------------------------------------------------- | ------------------------------------------------------------------------- | ------------------------------------------------------------------------- | ------------------------------------------------------------------------- | ------------------------------------------------------------------------- | ------------------------------------------------------------------------- |
| 01-03-2014                                                                | Gibilterra                                                                | Gibilterra                                                                | 1 – 4                                                                     | Fær Øer                                                                   | Amichevole                                                                | -                                                                         | Prima sconfitta ufficiale della Nazionale di Gibilterra                   |
| 05-03-2014                                                                | Gibilterra                                                                | Gibilterra                                                                | 0 – 2                                                                     | Estonia                                                                   | Amichevole                                                                | -                                                                         |                                                                           |
| 26-05-2014                                                                | Tallinn                                                                   | Estonia                                                                   | 1 – 1                                                                     | Gibilterra                                                                | Amichevole                                                                | -                                                                         | 46’                                                                       |
| 04-06-2014                                                                | Faro                                                                      | Malta                                                                     | 0 – 1                                                                     | Gibilterra                                                                | Amichevole                                                                | -                                                                         | 89’                                                                       |
| 07-06-2015                                                                | Varaždin                                                                  | Croazia                                                                   | 4 – 0                                                                     | Gibilterra                                                                | Amichevole                                                                | -                                                                         | 46’                                                                       |
| 04-09-2015                                                                | Faro                                                                      | Irlanda                                                                   | 4 – 0                                                                     | Gibilterra                                                                | Qualificazioni al campionato europeo di calcio                            | -                                                                         | 73’                                                                       |
| 07-09-2015                                                                | Varsavia                                                                  | Polonia                                                                   | 8 – 1                                                                     | Gibilterra                                                                | Qualificazioni al campionato europeo di calcio                            | -                                                                         | 68’                                                                       |
| 08-10-2015                                                                | Tbilisi                                                                   | Georgia                                                                   | 4 – 0                                                                     | Gibilterra                                                                | Qualificazioni al campionato europeo di calcio                            | -                                                                         | 76’                                                                       |
| 11-10-2015                                                                | Faro                                                                      | Scozia                                                                    | 6 – 0                                                                     | Gibilterra                                                                | Qualificazioni al campionato europeo di calcio                            | -                                                                         | 82’                                                                       |
| 25-03-2017                                                                | Zenica                                                                    | Bosnia ed Erzegovina                                                      | 5 – 0                                                                     | Gibilterra                                                                | Qualificazioni al campionato mondiale di calcio 2022                      | -                                                                         | 88’                                                                       |
| 03-09-2017                                                                | Faro                                                                      | Bosnia ed Erzegovina                                                      | 4 – 0                                                                     | Gibilterra                                                                | Qualificazioni al campionato mondiale di calcio 2022                      | -                                                                         | 80’                                                                       |
| Totale                                                                    |                                                                           | Presenze                                                                  | 11                                                                        |                                                                           | Reti                                                                      | 0                                                                         |                                                                           |